# Colutea media
Colutea media är en ärtväxtart som beskrevs av Carl Ludwig von Willdenow. Colutea media ingår i släktet blåsärter, och familjen ärtväxter. Inga underarter finns listade i Catalogue of Life.